# Applikativ
Der Applikativ ([ˈaplikaˌtiːf], von lateinisch applicātum ‚angefügt‘) ist die abgeleitete Form eines Verbs, die im Vergleich zum nicht-applikativen Verb einen zusätzlichen nicht selbst agierenden Handlungsteilnehmer besitzt. Ist das nicht-applikative Verb bereits transitiv, so kann das direkte Objekt dabei durch den neuen Handlungsteilnehmer ersetzt werden. Die Bildung des Applikativs ist ein Fall von Diathese.
Der Begriff wurde bereits im 17. Jahrhundert durch Missionare in Mittelamerika verwendet (verbos applicativos), die uto-aztekische Sprachen erforschten.

## Applikative im Deutschen
Ein Applikativverb im Deutschen ist z. B. beladen. Während man etwas auf einen Wagen lädt, belädt man den Wagen mit etwas. In diesem Fall ist das nicht-applikative Verb laden transitiv, hat also ein direktes Objekt. Der im Fall von laden nicht direkt an der Handlung beteiligte Wagen, der als Adverbialbestimmung des Ziels im Satz steht, wird durch die Applikativbildung mit be- als neues direktes Objekt eingeführt. Er verdrängt dabei das vorher bereits vorhandene Objekt, das seinerseits zu einer Adverbialbestimmung wird.
Im Fall eines intransitiven Verbs, wie gehen, kommt durch das Applikativ-Präfix be- ebenfalls ein direktes Objekt hinzu (das, was begangen wird), verdrängt jedoch nichts aus dieser Position.

## Applikative in anderen Sprachen
Auch viele andere Sprachen besitzen Applikativformen. In einigen ist das System wesentlich komplexer als im Deutschen. Im Folgenden sollen mehrere Beispiele für Sprachen mit Applikativmorphologie vorgestellt werden. Aus Gründen der Übersichtlichkeit wird dabei die Interlineare Morphemglossierung vereinfacht dargestellt.

### Ainu
Die isolierte Sprache Ainu (gesprochen in Japan) besitzt ein Applikativ-Präfix, das lokale Adverbialbestimmungen als Objekt einführen kann. Dieses Beispiel entstammt der Arbeit von David A. Peterson (2002), siehe Literatur.
| poro                          | cise | e-horari          |
| groß                          | Haus | Applikativ-wohnen |
| „Er bewohnt ein großes Haus.“ |      |                   |

### Juǀ'hoan
Die Ju-Sprache Juǀ'hoan (gesprochen im Südwesten von Botswana) hat ein recht einfaches System. Sie verwendet nur ein Suffix -a, das, ähnlich dem deutschen be-, verschiedene Applikative bilden kann. Ist ein Verb bereits transitiv, verdrängt das neueingeführte Objekt nicht wie im Deutschen das direkte Objekt, sondern wird als sekundäres Objekt in den Satz eingefügt.
Für diese Fallstudie werden Daten aus der Grammatik von Patrick J. Dickens (2005) verwendet, siehe Literatur.

#### Lokativ
Im folgenden Beispiel wird eine Ortsangabe als Objekt eingebunden.
| Aíá                                                           | nǀóá-á            | ´msì    | kò                | tzí   |
| meine Mutter                                                  | kochen-Applikativ | Nahrung | sekundäres Objekt | offen |
| „Meine Mutter kochte das Essen draußen (wörtl.: im Offenen).“ |                   |         |                   |       |

#### Instrumental
Mit dem gleichen Suffix kann jedoch auch das Werkzeug, mit dem eine Handlung ausgeführt wird, als Objekt in den Satz eingeführt werden.
| Mí                                          | bá    | ǁohm-a            | ǃaìhn | kò                | ǀˀáí |
| mein                                        | Vater | fällen-Applikativ | Baum  | sekundäres Objekt | Axt  |
| „Mein Vater fällte den Baum mit einer Axt.“ |       |                   |       |                   |      |

### Hakha Lai
In der sinotibetischen Sprache Hakha Lai (gesprochen im Westen von Myanmar) gibt es sieben verschiedene Applikativ-Suffixe. Sie differenzieren die Art der Adverbialbestimmung, die als neues direktes Objekt in den Satz eingebunden wird.
Die Daten dieser Fallstudie entstammen der Arbeit von David A. Peterson (2002), siehe Literatur.

#### Komitativ
Wird eine Handlung zusammen mit jemandem ausgeführt, so kann dieser durch das Suffix -pii als direktes Objekt eingebunden werden.
| kalaw                                     | ʔan-ka-thloʔ-pii                |
| mein Feld                                 | sie-mich-hacken-Komitativ.Appl. |
| „Sie hackten mein Feld zusammen mit mir.“ |                                 |

#### Instrumental
Das Werkzeug, mit dem eine Handlung ausgeführt wird, kann mit dem Suffix -naak als direktes Objekt eingebunden werden.
| tiilooŋ                                     | khaa   | tivaa | kan-Ø-tan-naak                       |
| Boot                                        | diesen | Fluss | wir-es-überqueren-Instrumental.Appl. |
| „Mit einem Boot überquerten wir den Fluss.“ |        |       |                                      |

#### Allativ/Malefaktiv
Mit dem Suffix -hnoʔ werden Verben gebildet, die ein Ziel oder einen Geschädigten einer Handlung als direktes Objekt einbinden.
| kheeŋ                         | ʔa-ka-hloʔn-hnoʔ              |
| Geschirr                      | sie-mich-werfen-Allativ.Appl. |
| „Sie warf Geschirr nach mir.“ |                               |

#### Benefaktiv/Malefaktiv
Das Suffix -piak bezeichnet Verben, die einen Nutznießer oder Geschädigten einer Handlung hervorheben.
| maʔ                                                                                    | khan  | vantsuŋmii=niʔ | tsun  | tleempii         | ʔantiimii     | tsuu  | ʔantaat       | ʔan-Ø-taat-piak=ʔii…                   |
| dann                                                                                   | diese | Engel=Ergativ  | diese | große Holzplatte | wie sie sagen | diese | sie schleifen | sie-ihn-schleifen-Benefaktiv.Appl.=und |
| „Dann schliffen und schliffen die Engel die sogenannte große Holzplatte für ihn und …“ |       |                |       |                  |               |       |               |                                        |

#### Additional-Benefaktiv
Mit dem Suffix -tseʔm werden Verben versehen, wenn eine Handlung zugunsten des Handlungsträgers und zusätzlich zugunsten der hervorzuhebenden Person geschieht. Eine solche Applikativkonstruktion ist, soweit bekannt, weltweit einmalig.
| thiŋ                                                      | ʔa-ka-laak-tseʔm                       |
| Holz                                                      | er-mich-schleppen-Add.Benefaktiv.Appl. |
| „Er trug auch für mich Holz (nicht nur für sich selbst).“ |                                        |

#### Prioritiv
Soll ausgedrückt werden, dass der Handlungsträger die Handlung zeitlich oder räumlich vor jemandem ausgeführt hat, so kommt das Suffix -kaʔn zur Anwendung. Wie die Additional-Benefaktiv-Konstruktion (siehe oben) ist auch die Prioritiv-Konstruktion nur im Hakha Lai anzutreffen.
| booy                            | ʔa-kan-ton-kaʔn                |
| Anführer                        | er-uns-treffen-Prioritiv.Appl. |
| „Er traf den Anführer vor uns.“ |                                |

#### Relinquitiv
Wenn der Handlungsträger vor oder nach Ausführung der Handlung jemanden oder etwas zurücklässt, kann dieser bzw. dieses als direktes Objekt in ein Verb mit dem Suffix -taak eingebunden werden. Auch die Reliquitiv-Konstruktion ist sehr selten, findet sich aber möglicherweise noch in einigen anderen Sprachen.
| ʔalaw                                  | ʔa-kan-thloʔ-taak               |
| sein Feld                              | er-uns-hacken-Relinquitiv.Appl. |
| „Er verließ uns und hackte sein Feld.“ |                                 |

### Klassisches Nahuatl
Klassisches Nahuatl hat einige Applikativsuffixe, und zwar -lia, -ia/-(l)huia.
- Nicchihuilia cē calli. „Ich baue ihm ein Haus.“
- Nimitzixquilia tōtoltetl. „Ich brate dir ein Ei.“